# Kang Bong-jun
Kang Bong-jun (kor. 강봉준; * 11. Juni 1990) ist ein südkoreanischer Fußballspieler.

## Karriere
Kang Bong-jun stand 2013 in Thailand beim Pattaya United FC unter Vertrag. Wo er vorher gespielt hat, ist unbekannt. Der Verein aus Pattaya spielte in der höchsten thailändischen Liga, der Thai Premier League. Für Pattaya stand er elfmal zwischen den Pfosten. Ende 2013 musste der Verein den Weg in die Zweitklassigkeit antreten. Nach dem Abstieg verließ er den Klub und ging in seine Heimat Südkorea. Hier unterschrieb er einen Vertrag beim Daejeon Korail FC. Der Verein aus Daejeon spielte in der dritten Liga, der Korea National League. 2014 wurde er mit dem Klub Vizemeister der KNL. Ende 2016 lief sein Vertrag aus. Wo er nach Daejeon gespielt hat, ist unbekannt.

## Erfolge
Daejeon Korail FC
- Korea National League: 2014 (Vizemeister)
- National League Championship: 2015